# Сан Феделе Супериоре (Комо)
Сан Феделе Супериоре је насеље у Италији у округу Комо, региону Ломбардија.
Према процени из 2011. у насељу је живело 1642 становника. Насеље се налази на надморској висини од 782 м.